# 至誠堂総合病院
至誠堂総合病院（しせいどうそうごうびょういん）は、医療法人社団松柏会が山形県山形市に設置する病院。

## 概要
病院の理念は"安全・安心・信頼される公正な医療の実践"。
救急告示病院であり、230床(内科一般病棟60床,整形外科・外科一般病棟50床,障害者病棟60床,回復期リハビリテ－ション病棟60床)を備える。山形県により、災害中長期の応援派遣病院に指定されている。
公益財団法人日本医療機能評価機構認定病院(病院評価は3rdG:Ver.1.1(3回目,2017年4月7日認定,2022年1月21日認定有効期限))。全日本民主医療機関連合会(民医連)に加盟している。

## 沿革
(この節の出典)
- 1903年(明治36年) - 私立至誠堂病院として開設。
- 1915年(大正4年) - 私立病院から合名会社に改める。
- 1957年(昭和32年) - 至誠堂総合病院に改称。
- 1970年(昭和45年) - 医療法人社団松柏会に改組、「至誠堂総合病院 友の会」を結成。
- 1974年(昭和49年) - 新病院落成　220床
- 1981年(昭和56年) - 「至誠堂総合病院友の会」を改組し、「やまがた健康友の会」を結成
- 2000年(平成12年) - 病院の増改築（260床）
- 2018年2月(平成30年) - 電子カルテ導入

## 診療科
- 内科
- 循環器内科
- 呼吸器内科
- 消化器内科
- 神経内科
- 糖尿病内科
- 外科
- 整形外科
- 耳鼻咽喉科
- 眼科
- 皮膚科
- 婦人科
- リハビリテーション科

また、専門外来として糖尿病外来、肝臓病外来、禁煙外来を設けている。 

## 医療機関の認定
(この節の出典)
- 保険医療機関
- 労災保険指定医療機関
- 更生医療指定医療機関
- 育成医療指定医療機関
- 身体障害者福祉法指定医の配置されている医療機関
- 生活保護法指定医療機関
- 結核指定医療機関
- 戦傷病者特別援護法指定医療機関
- 原子爆弾被害者医療指定医療機関
- 公害医療機関
- 特定疾患治療研究事業委託医療機関
- 無料低額診療事業実施医療機関
- 在宅療養後方支援病院

## 差額ベッド代について
病院の理念により、差額ベッド料（個室料）を徴収していない。

## 交通アクセス
- JR山形新幹線・奥羽本線「山形駅」より徒歩15分[9]
- 山交バス 「霞城公園前」停留所より徒歩1分[9]。
- ベニちゃんバス「霞城公園前」停留所より徒歩1分[10]。

## 周辺
周辺には付属施設の至誠堂総合ケアセンターやわかば保育園もある。
- 霞城公園
- 最上義光歴史館
- 山形地方検察庁
- 山形美術館
- NHK山形放送局
- 山形県道18号山形朝日線